# Anakallu, Chintamani
Anakallu là một làng thuộc tehsil Chintamani, huyện Kolar, bang Karnataka, Ấn Độ.